# Демократична партія (Болгарія)
Демократична партія Болгарії (болг. Демократическа партия, ДП) — правоцентристська політична партія в Болгарії. Була заснована 1880 року та діяла до середини 1940-их років. Відновлена 1989 року.

## Історія

### Перший етап (1880–1947)
Була заснована 1880 року членами центристського крила Ліберальної партії на чолі з Петко Каравеловим. За часів правління Стефана Стамболова переслідувалась та після 1887 року припинила свою діяльність. Відновлена після 1894 року, 1896 почала називатись Демократичною партією. 1901 року здобула більшість у парламенті та сформувала коаліційний уряд разом із Прогресивно-ліберальною партією. 1903 року в партії стався розкол, в результаті чого з'явилась Радикально-демократична партія. Того ж року після смерті Каравелова Демократичну партію очолив Александр Малинов. 1908 року демократи сформували власний уряд на чолі з останнім. У вересні він заявив про повну незалежність Болгарії від Османської імперії. Уряд Малинова залишався при владі до початку 1911 року.
У червні 1918 року Малинов та радикальні демократи Стояна Костуркова сформували уряд з метою вивести Болгарію з Першої світової війни. У вересні того ж року делегація на чолі з демократом Андрієм Ляпчевим підписали Солунське перемир'я. Після цього було створено уряд так званої «широкої коаліції», до якого, окрім демократів, увійшли представники Народної партії, Болгарського землеробського народного союзу (БЗНС) та соціал-демократами. У травні 1919 року демократів було виключено зі складу уряду. Надалі Демократична партія стала найбільшою опозиційною силою країни. 1922 року більшість керівників партії були заарештовані урядом БЗНС та звільнені тільки після перевороту 9 червня 1923 року.
Після перевороту Демократична партія розкололась. Частина партії на чолі з Ляпчевим приєднались до партії Демократична змова. Але більша частина на чолі з Малиновим та Александром Гіргіновим зберегли свою автономію та неодноразово брали участь в коаліційних урядах «Народного блоку» на чолі з Ніколою Мушановим. Останній уряд було скинуто в результаті перевороту 19 травня 1934 року. Незважаючи на заборону політичних партій, демократи продовжили свою діяльність, перейшовши на напівлегальне положення. Демократична партія виступила проти союзу з Третім рейхом, хоч і відмовилась увійти до складу Вітчизняного фронту разом із комуністами. 2 вересня 1944 року представники Демократичної партії були включені до уряду Константина Муравієва, який оголосив про вихід Болгарії з Берлінського пакту 1940 року. 8—9 вересня уряд Муравієва було скинуто комуністами й офіцерами — прибічниками Дамяна Велчева — за активної участі військового міністра Івана Маринова. Наприкінці 1947 року Демократична партія була заборонена комуністичною владою разом із іншими партіями.

### Другий етап (після 1989)
Демократична партія була відновлена 19 грудня 1989 року. Першим головою партії став Борис Кюркчієв, а 1990 року партію очолив Стефан Савов (пізніше став головою Народних зборів). У цей час партія була членом коаліції Союз демократичних сил. Представники демократів були включені до першого після завершення Другої світової війни не комуністичного уряду країни (4 міністерських портфелі). Восени 1994 року Демократична партія, вийшовши з СДС, разом із БЗНС сформувала нову коаліцію — Народний союз. На виборах до Народних зборів блок здобув 18 місць.
1996 року демократи увійшли до коаліції Об'єднання демократичних сил разом із СДС та Рухом за права і свободи. Того ж року кандидат ОДС Петро Стоянов виграв президентські вибори. На дострокових виборах 19 квітня 1997 року ОДС здобуло перемогу на виборах до Народних зборів, отримавши 137 місць із 240 (в тому числі 6 мандатів отримали демократи). Після цього представники демократів були включені до складу уряду Івана Костова, отримавши в ньому 5 місць, в тому числі пост віце-прем'єра.
На виборах до Народних зборів 2001 року Демократична партія брала участь у складі коаліції «Об'єднані демократичні сили» (СДС, ДП та БЗНС-НС), яка завоювала 51 мандат, в тому числі 2 місця у демократів. На виборах до Народних зборів 2005 року в складі коаліції «Об'єднані демократичні сили» (СДС, ДП, «Рух „День святого Георгія“», БЗНС, «Національна асоціація — Болгарський землеробський народний союз», «Порядок, закон і справедливість» та болг. «Движение за равноправен модел») завоювала 3 місця. Після того як лідер партії Александр Праматарскі через конфлікт був виключений з парламентської фракції ОДС, керівництво партії відмовилось підтримати на виборах 2009 року Блакитну коаліцію й рекомендував голосувати за партію «Лідер», що спричинило невдоволення серед багатьох членів. У відповідь на це восени Праматарскі домігся виключення лідера невдоволених Мартина Заїмова, муніципального радника й фінансиста, якого багато хто розглядав як головного претендента на пост голови партії.
Демократична партія з 1991 року член Центристського демократичного інтернаціоналу, а з 1996 — Європейської народної партії. Молодіжний Союз Демократичної партії є членом організації «Молодь центристського демократичного інтернаціоналу» з 1991 року, а 1997 стала засновником об'єднання «Молодь Європейської народної партії».

## Лідери
- 1886–1903 — Петко Каравелов
- 1903—1938 — Александр Малинов
- 1938—1947 — Нікола Мушанов
- 1989–1990 — Борис Кюркчієв
- 1990—2000 — Стефан Савов
- 2000 — теперішній час — Александр Праматарскі